# Hébert Peck
Hébert Peck é um cineasta haitiano. Como reconhecimento, foi nomeado ao Oscar 2017 na categoria de Melhor Documentário em Longa-metragem por I Am Not Your Negro.